# San Martino di Colle Umberto
San Martino di Colle Umberto (en vénitien : « San Martin de Coe ») est une frazione de la commune de Colle Umberto dans la province de Trévise en Vénétie (Italie). 

## Géographie
La frazione de San Martino est située dans le nord-est de l'Italie, à environ 450 km à vol d'oiseau de Rome et un peu plus de 30 km de Trévise, chef-lieu de la province. Les premiers sommets des Préalpes sont à une petite dizaine de kilomètres et la mer Adriatique est à 55 km au plus court vers le sud.
Les habitations sont implantées sur le flanc nord-ouest d'un petit groupe de collines où est également positionné Colle Umberto, 2 km plus au sud. Cette position permet d'avoir une vue panoramique sur les contreforts des montagnes avec notamment le col Visentin (altitude : 1 763 m) ou le mont Pizzoc (altitude : 1 565 m). En contrebas de ces montagnes, la ville de Vittorio Veneto est visible. Au pied de la colline, au nord, s'écoule la rivière Meschio en direction de l'est. Les plaines environnantes sont très fertiles et permettent la culture de la vigne et de céréales comme le maïs ou le soja.

## Économie et manifestations

### Manifestations
De nombreuses manifestations sont organisées tout au long de l'année à San Martino avec l'aide de l'association civique locale. La liste suivante regroupe les plus importantes :
- Tous les ans, au cours de l'été, l'association organise une fête de la musique dans ses locaux.
- Début septembre, chaque année depuis 2000, un festival international de marionnettes a lieu dans la localité de Borgo Mescolino. Le festival est dédié à Fausto Braga, un marionnettiste ayant exercé juste après la Première Guerre mondiale dans la commune[4].
- Tous les ans, aux environs du 11 novembre, a lieu la célébration de Saint-Martin le patron de la paroisse de San Martino. Divers concerts, repas et animations sont proposés au public.
- Un concert de Noël est organisé une fois tous les deux ans.